# Móstoles Club de Fútbol
|  | No s'ha de confondre amb Club Deportivo Móstoles o Club Deportivo Móstoles URJC. |

El Móstoles Club de Fútbol, abans Unión Deportivo Móstoles, és un club de futbol amb seu a Móstoles, a la comunitat autònoma de Madrid. Fundat l'any 2006, juga a la Preferent de Madrid – Grup 2, celebrant els partits a casa a l'Estadi El Soto, que té una capacitat per a 14.000 seients.

## Història
Fundat l'any 2006 amb el nom d'Unión Deportivo Móstoles, el club va passar a denominar-se Móstoles Club de Fútbol l'any 2013 després de la dissolució d'un club de la ciutat, el CD Móstoles. El club va assolir per primera vegada la Preferent (cinquè nivell) l'any 2019, aconseguint el seu segon ascens després del canvi de nom.
La temporada 2019-20, el Móstoles va guanyar el seu grup de Preferent, aconseguint l'ascens a Tercera Divisió i guanyant una plaça a la Copa del Rei 2020-21.

## Temporada a temporada[calcitació]

### UD Móstoles
| Temporada | Nivell | Divisió | Lloc | Copa del Rei |
| --------- | ------ | ------- | ---- | ------------ |
| 2006–07   | 8      | 3ª Aut. | 15è  |              |
| 2007–08   | 8      | 3ª Aut. | 15è  |              |
| 2008–09   | 8      | 3ª Aut. | 6è   |              |
| 2009–10   | 8      | 3ª Aut. | 10è  |              |
| 2010–11   | 8      | 3ª Aut. | 4t   |              |
| 2011–12   | 8      | 3ª Aut. | 1r   |              |
| 2012–13   | 7      | 2a Aut. | 15è  |              |

### Móstoles CF
| Temporada | Nivell | Divisió    | Lloc     | Copa del Rei |
| --------- | ------ | ---------- | -------- | ------------ |
| 2013–14   | 7      | 2a Aut.    | 1r       |              |
| 2014–15   | 6      | 1a Aut.    | 7è       |              |
| 2015–16   | 6      | 1a Aut.    | 6è       |              |
| 2016–17   | 6      | 1a Aut.    | 10è      |              |
| 2017–18   | 6      | 1a Aut.    | 1r       |              |
| 2018–19   | 5      | Pref. Aut. | 4t       |              |
| 2019-20   | 5      | Pref. Aut. | 1r       |              |
| 2020-21   | 4      | 3a         | 11è / 8è | Preliminar   |
| 2021–22   | 6      | Pref. Aut. |          |              |

- 1 temporada a Tercera Divisió